# Coelichneumon eximius
Coelichneumon eximius là một loài tò vò trong họ Ichneumonidae.